# 在日米陸軍航空大隊
在日米陸軍航空大隊は、神奈川県のキャンプ座間に駐屯するアメリカ陸軍の部隊である。愛称は「NINJA（忍者）」。UH-60Lブラックホークを運用しており、来日する米政府要人の輸送も担っている。

## 概要
在日米陸軍航空大隊は、2013年4月に米陸軍省が在日米陸軍隷下部隊の第78航空大隊（臨時編成）を改編し、大隊として正式な地位を与えた部隊で、「NINJA（忍者）」を愛称を持つ。2022年9月現在の大隊長はコートニー・L.キルク中佐で、大隊本部、本部管理中隊、1個飛行隊（UH-60L 5機編成）、横田基地に分遣しているUC-35固定翼機で編成される。

## 任務

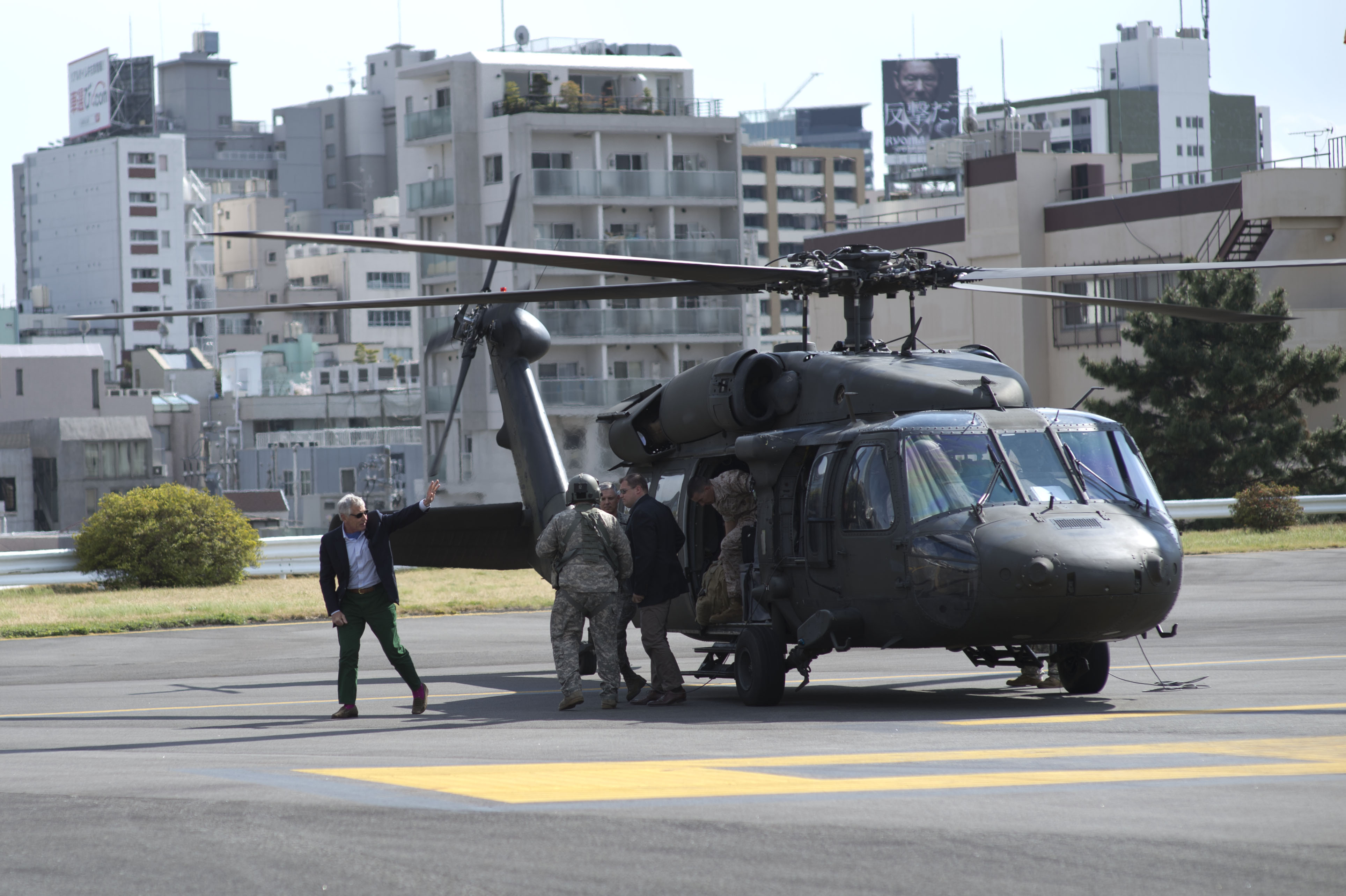
赤坂プレスセンターでヘリから降りるヘーゲル国防長官（当時）

大隊の任務は在日米陸軍と第1軍団（前方）を支援する航空作戦を行うことで、兵員や物資の輸送、患者搬送、空中消火、人道支援・災害救援活動などといった各種任務を行っている。また、沖縄の嘉手納基地にもUH-60Lブラックホークを常駐させ、沖縄に所在する陸軍や海兵隊に対しても航空支援を実施している。
大規模災害発生時には、カウンターパートである陸上自衛隊と連携して航空支援を実施しており、2011年の東日本大震災の際には、「トモダチ作戦」の一環として捜索救難や物資輸送を行った。
来日する米政府要人の輸送も担っており、横田基地と都心の赤坂プレスセンターを往復することが多い。ドナルド・トランプ大統領が来日した際も要人輸送を支援した。

## 著名な指揮官
- 陸軍大佐（退役）サリー・D・マーフィーは、アメリカ陸軍で初めての女性ヘリコプター・パイロットであった[5]。